# Мерцлин, Роман Викторович (художник)
Роман Викторович Мерцлин (2 августа 1950, Пермь — 13 июля 1999, Саратов) — крупный российский художник-пейзажист.

## Биография
Родился в 1950 году в Перми (Молотов), внук учёного-химика Р. В. Мерцлина. В 1966 году окончил Саратовское художественное училище. С 1976 года работал художником-постановщиком на телевидении. Известен как великолепный мастер городского пейзажа и замечательный портретист.
Участвовал в выставках:
- 1984 Музыка и живопись. Дом художника на Кузнецком мосту. Москва;
- 1986 Персональная выставка. Редакция журнала «Аврора». С-Петербург;
- 1987 Персональная выставка. Дом писателей им. В. Маяковского. С-Петербург;
- 1989 Традиции и современность. Воронеж. Россия;
- 1990 Персональная выставка. Художественный музей им. А. Н. Радищева. Саратов. Россия;
- 1991 Палитра друзей. Москва;
- 1992 Персональная выставка. Галерея «Арка». Вильнюс. Литва.

Работы находятся в Государственной Третьяковской галерее, Государственном Русском музее, галерее «Арт Модерн», киностудии «Фора фильм» в Москве, Литовском республиканском еврейском музее, Воронежском областном художественном музее им. И. Н. Крамского, Саратовском художественном музее им. А. Н. Радищева, Государственном музее К. А. Федина, Доме-музее Н. Г. Чернышевского в Саратове,
В энгельском краеведческом музее, частных коллекциях в России, Литвы, Украины, Бельгии, Голландии, Германии, Израиле, Канаде, США и Франции.

## Критика
«Роман Мерцлин по-настоящему раскрылся в самый разгар пресловутого „застоя“: с конца семидесятых на выставках появились его городские пейзажи, точно выражающие самую атмосферу того времени, рожденные им и одновременно противоборствующие ему. Его городские элегии напоминают горечь прозы Юрия Трифонова. Городскую жизнь принято было изображать иначе, чем это делает Мерцлин: либо разъезженные колеи, самосвалы с бетоном, огромные краны и груды кирпича новостроек, либо ансамбли парадных улиц с нарядной толпой горожан, либо патриархальная добротность мирно доживающих свой век уютных особнячков, либо, наконец, торжественная представительность настоящих памятников архитектуры, не зря охраняемых законом… Часто мелькали на выставках могучие корпуса заводов, коптящие трубы ТЭЦ, панорама огромного порта. Ракурсы самые различные, а интонации довольно схожие. Мерцлин же совершенно не вписывался в этот привычный поток. Вроде и поэт города, но не урбанист. Но и привкуса модного „ретро“ не чувствуется», — пишет заслуженный деятель искусств России Ефим Водонос. — «В его пейзажно-жанровых композициях не бывает героев, а только персонажи. Ибо не трагизм исключительных ситуаций, а скрытый драматизм повседневного течения жизни — основа идейно-образного содержания таких картин. Персонажи эти ничего существенного не добавляют к преобладающей тональности его чистых пейзажей, но позволяют достичь большего разнообразия интонаций, порой намечая гротесковое заострение восприятия мотива. Однако это не приводит к нарушению семантической ясности, усложнённому метафоризму или нарочитой зашифрованности художественной мысли.
В подобных картинах нет никакой притчевости, подчёркнутого иносказания. Мерцлин не скрытничал, ничего не прятал, не камуфлировал свою позицию. Художнику нечего было таить, и он всегда откровенен в своих полотнах. Искренность и открытость — сущностные свойства его искусства. Прямота его живописных высказываний говорит о доверии к зрителю, к его душевной чуткости, отзывчивой серьёзности. Но эти „авансы“ оправдать не просто: картины Мерцлина не так уж легки для беглого их восприятия и предполагают напряжённую духовную работу воспринимающего. Обращённые к глубинным слоям сознания, они действуют не сразу, но забирают крепко и надолго.
Медленная отдача выстраданных эмоций — свидетельство запасов образности, прочности художественной идеи, сложности жизненного пласта, её породившего. Картины эти требуют пристального внимания, неторопливого вчувствования и сосредоточенного раздумья, ибо повествуют о том, что мимоходом не углядишь, не поймёшь. То, что называют „торопливой живописью“, было не для него: „Художник не турист с фотоаппаратом, которым он может что-то заснять. Чтобы написать хороший пейзаж, понять его, нужно почувствовать себя жителем этого города. Ты должен увидеть то, что турист не увидит никогда в жизни“, — сказал Роман в интервью, возвратившись из Вильнюса. Ведь он всегда стремился передавать в своих пейзажах нечто неотъемлемое и сущностное.
Духовное содержание его полотен требует самого пристального к себе внимания. Для мерцлиновской поэтики характерна система простых символов, служащих углублённому восприятию самого духа изображённого, его сокровеннейших свойств. И фонарный столб означает у него именно фонарный столб и ничего более, как собака в „Сталкере“ Андрея Тарковского означала, по словам самого кинорежиссёра, просто собаку. Настойчиво варьируемые мотивы покосившегося дома, обшарпанного фасада, брачующихся собачек, корявого дерева, вывесок торговых или коммунально-бытовых заведений и даже написанный однажды пункт приёма стеклотары — всё это достаточно простые и обыденные приметы эпохи. Мистерия быта выражена образной соотносительностью всех элементов композиции, а не повышенной смысловой активностью выделенной детали».